# Apatura
Apatura is een geslacht van dagvlinders uit de familie Nymphalidae.

## Soorten
- Apatura ambica Kollar, 1844
- Apatura asakurai Nire, 1917
- Apatura bieti Oberthür, 1885
- Apatura chevana (Moore, 1865)
- Apatura cooperi Tytler, 1926
- Apatura fasciola Leech, 1890
- Apatura gertraudis Stichel, 1908
- Apatura here Felder, 1862
- Apatura ilia (Denis and Schiffermüller, 1775) - Kleine weerschijnvlinder
- Apatura iris (Linnaeus, 1758) - Grote weerschijnvlinder
- Apatura laverna Leech, 1893
- Apatura metis Freyer, 1829 - Oostelijke weerschijnvlinder
- Apatura nakula Moore, 1857
- Apatura nycteis (Ménétriés, 1859)
- Apatura pallas Leech, 1890
- Apatura parisatis Westwood, 1850
- Apatura parvata Moore, 1857
- Apatura plesseni Fruhstorfer, 1913
- Apatura ruficincta Lathy, 1913
- Apatura schrenckii Ménétriés, 1859
- Apatura sordida Moore, 1865
- Apatura subalba Poujade, 1885
- Apatura subalba Poujade, 1885
- Apatura subsplendens Mell, 1923
- Apatura ulupi (Doherty, 1889)